# Primo Toys
 (septembre 2019).
Pour les articles homonymes, voir Primo.
Primo Toys est une entreprise londonienne de jouets éducatifs fondée par Filippo Yacob et Matteo Loglio, mieux connue pour avoir créé la boîte de jeu Cubetto, un robot en bois primé, conçu pour apprendre aux enfants à coder à l'aide d'un langage de programmation tangible sans écrans ni besoin d'alphabétisation En avril 2016, Cubetto est devenue l’invention ed-tech la plus financée par le public, lorsque 6 553 contributeurs ont annoncé une contribution totale de 1 596 457 $ pour soutenir leur campagne Kickstarter. Primo Toys est soutenu par Randi Zuckerberg, le cofondateur d'Arduino, Massimo Banzi, et PCH International de Liam Casey.

## Vue d'ensemble
Primo Toys a été fondée en juin 2013 par Filippo Yacob et Matteo Loglio, tous les deux mus par une passion commune pour la technologie, le design et la parentalité, Insatisfaits du statu quo des jouets éducatifs sur le marché, ils se sont lancés dans la création d'un nouveau type d'entreprise de jouets éducatifs. "Primo" signifie "premier" en italien, reflétant la nature des jouets que la société crée en tant que premiers pas dans l'éducation technologique d'un enfant. La mission de la société est de devenir "la meilleure entreprise de jouets au monde".

## La boîte de jeu Cubetto
La boîte de jeu Cubetto est le premier produit commercial de la société. Cette boîte de codage primée est conçue pour introduire la pensée informatique et la logique de la programmation chez les enfants âgés de trois ans et plus. Le jouet a été salué comme étant "révolutionnaire" en raison de son langage de programmation pratique, qui permet à un robot en bois convivial de vivre une aventure illustrée. Cubetto a reçu de nombreux prix internationaux de design, notamment le prix Best of Best Red Design Design Award 2016 pour le concept, le prix Gold à Cannes Lions 2016 pour la conception de produit et le prix Platinum aux Junior Design Awards 2016. Cubetto a également été exposé au Massachusetts Institute of Technology et au Museum of Modern Art de New York,,.

### Influences et recherches
Le concept de Cubetto a été inspiré par les méthodes d’apprentissage précoce de la médecin et enseignante italienne Maria Montessori et par le langage de programmation LOGO du MIT, conçu par une équipe dirigée par Seymour Papert dans les années 1960 dans le but d’enseigner aux enfants les principes de base de la programmation. Le robot «terrestre » carré qui ne tourne que de 90 degrés tout en parcourant un champ en damier est similaire aux robots à écran (NAKI) du langage pionnier de la robotique éducative OZNAKI. Globalement, Cubetto est une innovation radicale, mais son utilisation de pièces colorées insérées dans des fentes / trous pour le contrôle et la formation de robots est très similaire au système TORTIS,. développé par Radia Perlman au sein du groupe LOGO de Papert.

### Première campagne Kickstarter 2013 pour la boîte de jeu Cubetto
La première version de la boîte de jeu Cubetto a été créée par Filippo Yacob, Ben Callicott et Matteo Loglio. La carte d'interface et les blocs de codage de Cubetto sont une évolution du concept et de la recherche de l'interface originale de Loglio en 2012, développés au cours de sa formation MAS en conception d'interaction Cubetto et d’autres parties de la boite de jeu ont été créés ultérieurement. En novembre 2013, Primo Toys a lancé sa première campagne Kickstarter, collectant un total de 80 000 $ avec l'aide de 651 contributeurs. En conséquence, plus de 300 de leurs premières unités Cubetto ont été expédiées dans 46 pays du monde entier. Les ensembles de jeux V1.1 et V1.2 Cubetto ont également été fabriqués et livrés tout au long de 2015.

### Seconde campagne Kickstarter 2016 pour la boîte de jeu Cubetto
Lors de la dernière itération, le produit a été repensé à grande échelle afin de répondre à la demande mondiale croissante. En avril 2016, Cubetto est devenu l'invention ed-tech la plus financée de l'histoire de Kickstarter Lancée le 8 mars, la société a atteint son objectif initial de 100 000 dollars en moins de 17 heures. 30 jours plus tard, ils ont recueilli 1 596 457 $ auprès de 6 553 donateurs de plus de 90 pays. Cependant, Primo Toys n'a pas réussi à expédier les boîtes de jeu à temps à leurs commanditaires, ce qui a entraîné une situation dans laquelle ceux-ci n'avaient pas encore reçu leur boîte. Primo Toys avait déjà ouvert une boutique en ligne pour vendre ses produits au public. Cela a conduit à des commentaires durs sur Kickstarter et certains contributeurs ont même dû être remboursés. Cubetto a été présenté dans les magazines TIME, Fast Company et Wired,,.

### Prix
- Prix de l'innovation produit aux GESS Awards 2016[20]
- Lion de Cannes - Design de produits[21]
- Junior Design Award - Platinum[22]
- Red Dot Award - Meilleur du meilleur[23]